# Palaeagapetus celsus
Palaeagapetus celsus är en nattsländeart som först beskrevs av Ross 1938.  Palaeagapetus celsus ingår i släktet Palaeagapetus och familjen smånattsländor. Inga underarter finns listade i Catalogue of Life.